# 刄田綴色
刄田 綴色（はた としき、1976年10月5日 - ）は、日本のドラマー、パーカッショニスト。島根県邑智郡川本町出身。2022年より川本町在住。バンド・東京事変のドラマーとして知られる。
2003年までは本名の畑 利樹（読み同じ）の名義で活動していた。

## 人物
インディーズバンド・scopeでドラムを担当しながらソロ歌手やバンドをサポートするプロのスタジオ・ミュージシャンとしての活動を始め、そのサポートドラマーを務める中の一人だったシンガーソングライター椎名林檎が結成したバンド・東京事変に参加する。当初は彼女のバックバンドだったが、椎名本人も参加して正式にバンドとしての活動開始を宣言したのにともない、彼自身もメジャーデビューを果たす。
「東京事変が無ければ田舎に帰って音楽をやめていたと思うし、一生懸命やって事変が無くなったら田舎に帰る。最初は違ったが2枚目で伊澤一葉と浮雲が入ってきた頃からそういうつもりで叩いている」と語っている。
左利きだが、字を書く手は小学生の時に直された。

## 略歴
幼少時代から地元の神楽団体にて石見神楽や和太鼓に親しむ。島根県立川本高等学校（現：島根県立島根中央高等学校）まで野球をやっていて小学生の頃はエースだったが、背が伸びなかったことを理由に断念した。中学・高校時代は野球部と掛け持ちでブラスバンド（吹奏楽）部に所属し、パーカッション（ティンパニ）を担当していた。高校3年生から本格的にドラムを始め、バンド活動もスタートさせる。
高校卒業後、18歳ですぐに上京。多くのアマチュアバンドでドラム、パーカッションを掛け持つ。1998年7月、専門学校で出会った長谷山豪（ボーカル・ギター担当）、山崎英明（ベース担当/ siraph、元School Food Punishment）らとバンド「scope」を結成。マキシシングル1枚とアルバム1枚をリリースした。scopeの活動と並行して、サポートドラマーとして椎名純平・川口大輔・中島美嘉などのライブやレコーディングにも参加。2002年、他のメンバーとともにscopeを脱退する。
2003年
- 1-2月、中島美嘉の全国ツアー「Mika Nakashima The First Tour 2003」に参加。
- 8-9月、ハタトシ樹の名義で椎名林檎の実演ツアー「雙六エクスタシー」にバックバンドの東京事変のメンバーとして参加。

2004年
- 2-6月、中島美嘉の全国ツアー「MIKA NAKASHIMA concert tour 2004“LOVE”」に参加。
- 5月30日、東京事変がバンドとしてのデビューを宣言したことにより、椎名らとともに正式に東京事変として活動を始める。また、それを機に東京事変での名義を刄田綴色へと変更する[注 3]。

2005年
- 5-8月、中島美嘉の全国ツアー「MIKA NAKASHIMA LET’S MUSIC TOUR 2005」に参加。

2006年
- 4月から5月にかけて行われた東京事変の全国ツアー「"DOMESTIC!"Just can't help it.」の最中に右腕を骨折する。そのままツアーを続けた結果[注 4]、骨折が悪化して長期療養を余儀なくされ、同年7月に行われた東京事変主催のライブイベント「SOCIETY OF THE CITIZENS vol.1」に出演できなくなってしまった[注 5]。

2008年
- 3月、ソロデビューした元CORE OF SOULのボーカルでシンガーソングライターのLOVEの初ワンマンライブ「Embryo Love Songs Live 2008」でサポートを務める[6]。

2009年
- この年、フジファブリックのコンサート・ツアー「フジファブリック×FUJIFABRIC 」、「CHRONICLE TOUR」などに参加。
- 3月、LOVEのワンマンライブ「Confetti Love Songs Live 2009」でサポートを務める。
- 3月21日、レコーディングに参加したDREAMS COME TRUEのアルバム『DO YOU DREAMS COME TRUE?』[注 6] がリリース。

2010年
- 7月28日、レコーディングに参加したフジファブリックのアルバム『MUSIC』がリリース。収録曲の「会いに」は、同バンドのボーカル・志村正彦が刄田のドラムをイメージして出来た曲で、アルバムの中でもこの曲だけ作り込んだアレンジデモが存在せず、リハーサルスタジオでメンバーと刄田が一発録りしたラフな曲デモがあるのみ[7]。

2011年
- 2月10日、路上で泥酔していたところ110番通報され、駆け付けた警察官に畑が体当たりしたために公務執行妨害で現行犯逮捕される。事件が公になった2日後の11日夜、畑の逮捕を受けて所属レコード会社は公式サイトで2月23日に発売予定だったシングル「空が鳴っている/女の子は誰でも」の発売延期を発表した。同時に2月18日と2月25日に2週連続で出演予定だった音楽番組ミュージックステーション』[注 7] をはじめとするプロモーション活動も自粛することになった。同年3月14日、略式裁判により罰金刑が下される。これを受けてメンバーで協議した結果、同年4月5日より活動を再開することとなった。その発表と同時に公式ウェブサイトに謝罪文を掲載。発売延期になっていたシングルの発売も発表された。
- 11月からフジファブリックの全国ツアー「ホシデサルトパレード TOUR 2011」に参加。
- 12月31日、東京事変として『第62回NHK紅白歌合戦』に出場する椎名林檎のバックバンドを務めた。

2012年
- 1月11日、東京事変が解散を表明。同年2月29日の「東京事変 Live Tour 2012 Domestique Bon Voyage」日本武道館公演を以って解散した。
- 8月31日、山崎英明とともにレコーディングに参加した椎名林檎が舞台「エッグ」のために製作したアルバム『毒苺』がリリース。
- 11月、LOVEのワンマンライブ「LOVE Live 2012 Antidote Love Songs」でサポートを務める。

2013年
- サポートドラマーを続けていたscopeに山崎英明、オリジナルメンバーのキーボード深田礼那とともに正式メンバーとして復帰、4人で活動を再開する[8]。
- 鍵盤弾き語りシンガーソングライターのヒグチアイのサポートを山崎英明とともに始める。
- 3月-4月、LOVEのライブ「Antidote Love Songs〜愛の抗体+LOVE30型〜」でサポートを務める。
- 11月、LOVEのライブ「SELF TAIBAND NIGHT」でサポートを務める。

2014年
- 3月-4月、LOVEのライブ「-FORTUNE LADY-」でサポートを務める。

2015年
- 3月18日、刄田を含む5人のドラマーがレコーディングに参加したtricotのアルバム『A N D』（アンド）がリリース[注 8][9]。
- 4月8日、レコーディングに参加したmiwaのアルバム『ONENESS』がリリース[10]。
- 5月24日、ヒグチアイの2ndアルバム『全員優勝』発売にともなうワンマンライブ【全員優勝】に「ヒグチアイ最強スリーピース」としてベースの山崎英明とともにパーカッションで参加[11]。
- 8月5日、山崎英明とともにゲストミュージシャンとして参加したビッケブランカのミニアルバム「GOOD LUCK」がリリース[12]。
- 11月、RADWIMPSの対バンツアー「10th ANNIVERSARY LIVE TOUR RADWIMPSの胎盤」に森瑞希とのツインドラム編成で参加[13]。これ以降、バンドのサポートドラマーを務めるようになる。
- 12月、LOVEのライブ「LOVE Live 2015 〜お歌と太鼓で紡年会〜」に山崎英明とともにゲストミュージシャンとして出演。

2016年
- 7月9日、「ロックロックこんにちは! 20th Anniversary Special〜R2 need U, I need U〜」でRADWIMPSをサポート。
- 8月22日、レコーディングに参加した椎名林檎の配信曲「ジユーダム」リリース[14]。
- 12月27日、「RADIO CRAZY」でRADWIMPSをサポート。
- 12月31日、第67回NHK紅白歌合戦に椎名林檎とRADWIMPSのサポートドラマーとして出演後、幕張での「COUNTDOWN JAPAN 16/17」でもRADWIMPSをサポート。

2017年
- 1月18日、レコーディングに参加した金木和也の3枚目のミニアルバム『大人』がリリース[注 9][15]。
- 2月から始まったRADWIMPSの全国ツアー「Human Bloom Tour 2017」に森瑞希とのツインドラム編成で参加[16]。

2018年
- RADWIMPSのツアー「Road to Catharsis 2018」に森瑞希とツインドラムで参加。

2019年
- RADWIMPSのツアー「ANTI ANTI GENERATION TOUR 2019」に森瑞希とツインドラムで参加。

2020年
- 1月1日、東京事変が活動を再開。

2022年
- 2月に川本町に帰郷[2]。数年前から東京と川本町を行き来する生活を送っていたが、コロナ禍の影響で東京での仕事が減ったことを機に帰郷を決断[2]、祖父母が住んでいた家の納屋をスタジオに改装して川本町を拠点に音楽活動を開始する[2][17]。音楽活動の傍らで実家でドラムレッスンなどの活動を行う[3]他、地元の音楽イベントにも積極的に参加している[17]。また、実家の農作業を手伝ったり趣味である釣りに勤しんでいる事が本人のSNSやYouTubeで確認される[2]。
- さんいん中央テレビのバラエティ番組『かまいたちの掟』のオープニングのリニューアルに合わせて、オープニング曲でドラムを叩いていることが5月11日の放送内で発表された[18]。

## 音楽活動

### 演奏スタイル
レギュラー（右利き用）のドラムセットをサウスポーでプレイするオープンハンド奏法で、右足がバスドラムで左足がハイハットペダルというのは右利きの人と同じだが、左手はハイハット・右手はスネアドラムで腕をクロスさせずに叩く演奏スタイル。そのため、一般的なクロスハンドスタイルで演奏する右利き用セッティングを独自に改造し、スネアは右寄りの真ん中、シンバル類を左に多く配置した特異なセッティングである。ジャズ、ロック、ポップス、ラテンなど、さまざまな技術やリズムが盛り込まれた変則的かつ高度なドラムスタイルを持ち、比較的手数が多いドラマーと言える。

### 使用機材
長期間メーカーとは契約していなかった為に刃田モデルの機材は存在しなかった。しかし近年になり刃田モデルのスネアとスティックがカノウプスより発売された。
セッティングは、畑から見て左手のチャイナシンバルがセイビアンAA china、もしくはジルジャンオリエンタル、ライドがパイステのシグネイチャー、スプラッシュシンバルがセイビアンのAA Rocktagonであるなど（但し使用シンバルは楽曲やライブによって異なる）、大手シンバルメーカーのものを一通り使っていることが見受けられる。本人は使用機材にはこだわりがないらしく、RADWIMPSのツアーではシンバルはZennを使うことが多い。

### ドラマー以外の活動
東京事変の「喧嘩上等」 と「今夜はから騒ぎ」 のミュージック・ビデオ、および2010年に開催したツアー「ウルトラC」の故郷島根の公演 では、石見神楽の演舞で幼少時代から培ってきた技を披露している。
また、東京事変としては2012年の解散前最後の作品となるミニ・アルバム『color bars』収録の「ほんとのところ」では、実体験に基づいた歌詞を書いて自身初の作詞作曲を手掛けたほか、唯一リード・ボーカルも担当している。

### 参加バンド
- scope（1998年 - ）
1998年、専門学校にて長谷山豪、畑利樹、山崎英明によって結成された3ピースバンド。幾度かのメンバーチェンジを経て、現在はオリジナル・メンバーの3人で活動中[20]。畑は山崎とともに2003年に脱退した後、2013年に再加入。
- 東京事変（2003年 - 2012年、2020年 - ）
- コトホ（2005年 - 2010年）
2007年、ボーカルのnico、CONDO44（現・44th music）の佐々木博史、畑利樹、School Food Punishmentの山崎英明によって結成。2010年に活動休止[21]。
- ヒグチアイ最強スリーピース（2013年 - ）
ボーカル&鍵盤：ヒグチアイ、ベース：山崎英明、ドラムス：刄田綴色からなる3人編成バンド。2013年より不定期に活動中[22]。

### ライブサポート/レコーディング参加
- 金木和也
- 川口大輔
- くるり
- 椎名純平
- 椎名林檎
- ともさかりえ
- DREAMS COME TRUE
- 中島美嘉
- ナチュラル ハイ
- tricot
- 原田真二
- ヒグチアイ
- ビッケブランカ
- 深津絵里
- フジファブリック
- 古内東子
- miwa
- RADWIMPS
- LOVE
- jubileejubilee

## エピソード
- 太鼓のヘッド（打面）に文字を書く。
- 好きな重機はクレーン。
- スモーカーであるが、ライターをすぐに失くす癖があるため、煙草の火はマッチで点けている。
- おばあちゃん子である。
- リップクリームが苦手（幼い頃食べてしまったことがある）。
- 幽霊を見たことがある。
- 東京事変の第二期メンバー伊澤一葉とは仲が良いらしく、「わっち」と呼んでいる。また、畑の家に伊澤が泊まりに来たことがあるらしい。
- スティックをよく折り、折ったスティックを後ろに放り投げるクセがあるらしい。
- 矢尾拓也（やおたくや、ex.パスピエ）は刄田の唯一の弟子であり、また東京事変時代の刄田のアシスタントをしていた[23]。島根の刄田の実家も訪れたことがあるという。
- バックバンドとして参加した椎名林檎のライブのDVD「Electric Mole」には、披露された楽曲「意識」に組み込まれたドラムソロで、刄田が観客から盛大な拍手を受けたため、亀田誠治や晝海幹音が「あんなに拍手貰えるなんてビックリした」「俺もやってみたい」と発言している場面が収録されている。
- 料理が得意で、東京事変のYouTubeチャンネルでは腕前を披露している。